# 圣文森特海湾
Template:地理位置圖
聖文森特灣，又譯聖文森特海灣，是位於澳大利亞南澳州南部的一個海灣，與斯潘塞灣隔著約克半島相對。該海灣東臨阿德萊德平原與弗勒里厄半島，西側為約克半島，南方經調查者號海峽與袋鼠島及巴克斯泰斯海峽連通印度洋。

## 地理
聖文森特灣形狀大致呈三角形，長約 138.9 公里，最寬處約 61.15 公里，總面積約 6,800 平方公里，平均水深約為 21 公尺，最深可達 40 公尺。主要流入的河流包括托倫斯河（Torrens River）、加勒河（Gawler River）、萊特河（Light River）等多條沿岸溪流。

## 歷史
在高納族（Kaurna people）原住民文化中，此海灣被稱為「Wongajerla」（又作 Wongga Yerlo），意為「西方之海」。
該灣於 1802 年由英國探險家馬修·福林達斯（Matthew Flinders）命名為「聖文森特灣」，以紀念英國皇家海軍上將聖文森特伯爵約翰·賈維斯。法國探險家尼古拉·博丹（Nicolas Baudin）也曾以不同名稱標示該灣，包括「Golfe de la Misanthrophie」及「Golphe Joséphine」。

## 生態環境
聖文森特灣屬於半封閉型海灣，潮汐幅度約 2–3 公尺，具有紅樹林、鹽沼、海草床與潮間帶礁岩等多樣棲地，是澳洲海獅、海馬等物種的重要棲息地。

## 保育與管理
聖文森特灣周邊設有多個保育區域，包括：
- 聖文森特灣重要鳥區（Gulf St Vincent Important Bird Area），為國際鳥盟認定的棲地，對紅頸濱鷸、黑臉鸕鶿等具有保育意義[4]。
- 克林頓保護公園（Clinton Conservation Park），保護灣北部的紅樹林與鹽灘[5]。
- 上聖文森特灣海洋公園（Upper Gulf St Vincent Marine Park），涵蓋萊特河三角洲紅樹林與鹽沼系統，是重要魚類育幼區[6]。
- 阿德萊德國際鳥類保護區國家公園（Adelaide International Bird Sanctuary），設於灣北沿岸，旨在保育濕地及推動生態旅遊。

## 經濟活動
聖文森特灣東岸的阿德萊德為南澳首府及最大都市，擁有主要港口阿德萊德港。2013 年啟用的阿德萊德海水淡化廠位於灣內的 Lonsdale 地區，供應城市用水。
漁業活動亦相當活躍，常見漁獲包括沙丁魚、大比目魚、藍蟹、魷魚等。